# Санта Марија дела Неве (Терни)
Санта Марија дела Неве је насеље у Италији у округу Терни, региону Умбрија.
Према процени из 2011. у насељу је живело 100 становника. Насеље се налази на надморској висини од 264 м.